# Sant Martí de Vilavedra
Sant Martí de Vilavedra és una església romànica de Bellver de Cerdanya (Cerdanya) inclosa a l'Inventari del Patrimoni Arquitectònic de Catalunya.

## Descripció
L'any 1997 es va fer l'excavació que va permetre el desenrunament de l'església que estava totalment colgada. Es tracta d'un edifici de pedra calcària, amb una nau rectangular capçada per un absis quadrangular orientat a l'est. Una porta a la part de migdia facilita l'accés a l'interior. Es poden veure tres tipus de parament, segurament corresponents a diferents etapes de construcció i s'observa l'arrencament de l'absis semicircular que no es va arribar a reconstruir. El paviment era de terra trepitjada amb barreja de calç i a sota hi havia vuit tombes infantils. S'han recuperat fragments de pintura mural, amb motius ornamentals en vermell (segle xii). L'excavació de l'absis ens mostra l'existència d'un altre de més antic i petit que seria d'època preromànica (segle X-XI), damunt de la qual s'hi hauria construït l'església romànica (segle xiii).

## Història
El primer document on apareix citat el lloc de Vilavedra és l'Acta de Consagració de Santa Maria de la Seu d'Urgell, datada oficialment l'any 839. Posteriorment també apareix en un escrit de la Marca Hispànica de Pere de Marca en referir-se a l'estada del papa Sergi IV a Ripoll (1009-1012). A l'acta de dotació de Santa Maria de Talló pel comte Ramon Guifré (1042-1068) apareix el topònim de Vilavedra en català per primera vegada. La darrera font que tenim és l'Acta de Consagració de Bellver de l'any 1137 ó 1139, on es reflecteix la datació de Sant Martí de Vilavedra.